# (8633) 1981 FC1
(8633) 1981 FC1 là một tiểu hành tinh vành đai chính. Nó được phát hiện bởi Schelte J. Bus ở Đài thiên văn Siding Spring gần Coonabarabran, New South Wales, Úc, ngày 16 tháng 3 năm 1981.